# Maglemosiense

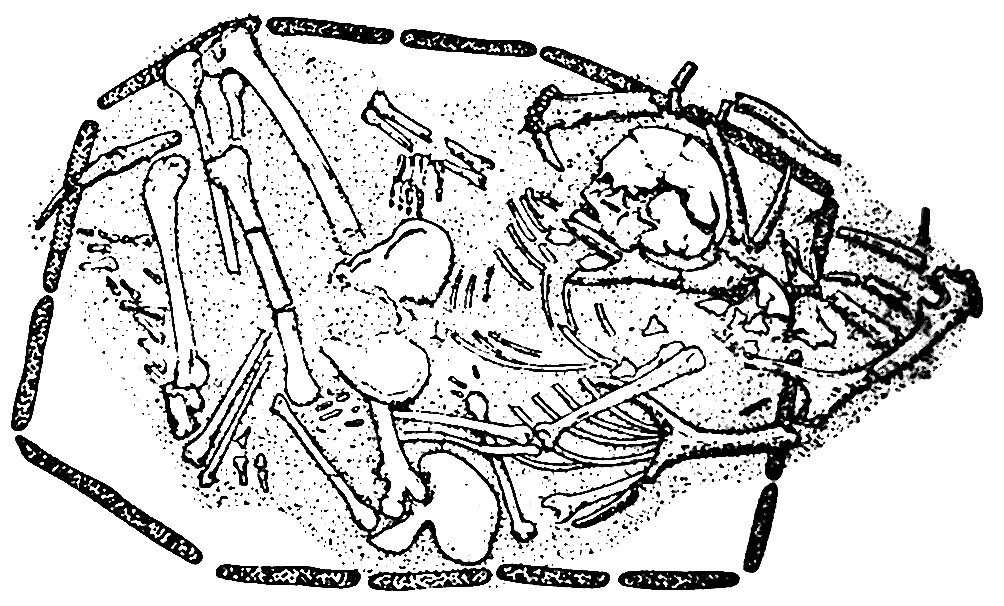
Tumba maglemosiense de Téviec
(Morbihan, Francia)

Se conoce como Maglemosiense a una cultura de inicios del Mesolítico en la zona nórdica europea con una cronología de 9000 a. C. al 6000 a. C.
El nombre actual proviene del yacimiento arqueológico danés de Maglemose, situado cerca de Gørlev y Høng al oeste de Selandia, y al sur del lago Tissø. Aquí, el primer asentamiento de la cultura fue excavado en 1900, por George Sarauw. A lo largo del siglo XX numerosos asentamientos similares fueron excavados desde las costas del este de Inglaterra a las polacas y desde Escania en Suecia al norte de Francia.
Cuando floreció la cultura maglemosiana, el nivel del mar era mucho más bajo que el actual y lo que ahora son Escandinavia y la Europa continental estaban unidos a las islas británicas. El periodo cultural comenzó al final de la Edad del Hielo, cuando el hielo se retiró y los glaciares se derritieron. Fue un proceso largo y los niveles del Mar del Norte no alcanzaron los actuales hasta casi el 6.000 a. C., momento en que ya había inundado grandes territorios habitados por maglemosianos. Por tanto, la arqueología subacuática podría revelar más asentamientos.

## Características
Su industria lítica se caracteriza por:
- Hojas pequeñas irregulares en el comienzo y asociadas a hojitas de dorso abatido
- Trapecios curvados o de dorso curvo
- Triángulos

Destaca la presencia de la técnica del microburil. Los objetos de asta de ciervo y hueso son abundantes y variados:
- Arpones
- Puntas Barbeladas con microlitos engastados en el borde mediante una ranura
- Azuelas en asta de ciervo
- Anzuelos.

El arte está representado por objetos decorados con motivos geométricos sobre diferentes materiales: 
- Asta
- Hueso
- Ámbar
- Córtex de sílex.

Los maglemosianos vivieron en un entorno de bosques y humedales, utilizando en la caza y pesca herramientas de pedernal, hueso y cuerno. Su economía se caracteriza por la diversidad de productos alimenticios: avellanas, nenúfares, peces, mariscos, aves y mamíferos. Parece que estos cazadores, pescadores y recolectores ya habían domesticado al perro. 
Las estructuras de habitación, chozas de corteza y vegetales, cubren un espacio de 18 a 25 metros cuadrados con un solo hogar, existiendo asentamientos en los cursos de los ríos considerados como estivales y consagrados a la pesca. Es característico un tipo de arpón, que utilizaban para la pesca mediante arponeo. La mayoría eran nómadas, o seminómadas.